# Gerlachov (okres Poprad)
Gerlachov (Duits: Gerlsdorf) is een Slowaakse gemeente in de regio Prešov, en maakt deel uit van het district Poprad.
Gerlachov telt 1.003 inwoners.
Het plaatsje ligt aan de voet van de Gerlachovský štít.